# Operace Plešet

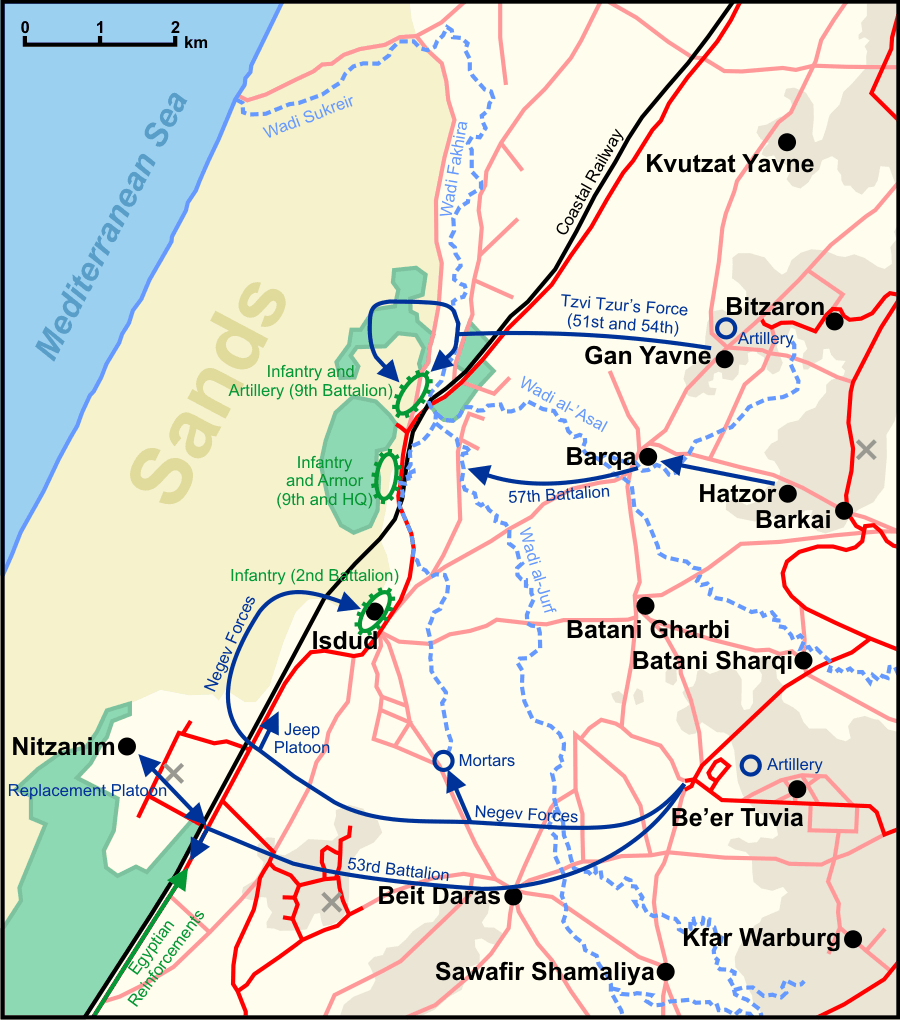
Mapa vojenských akcí v rámci Operace Plešet

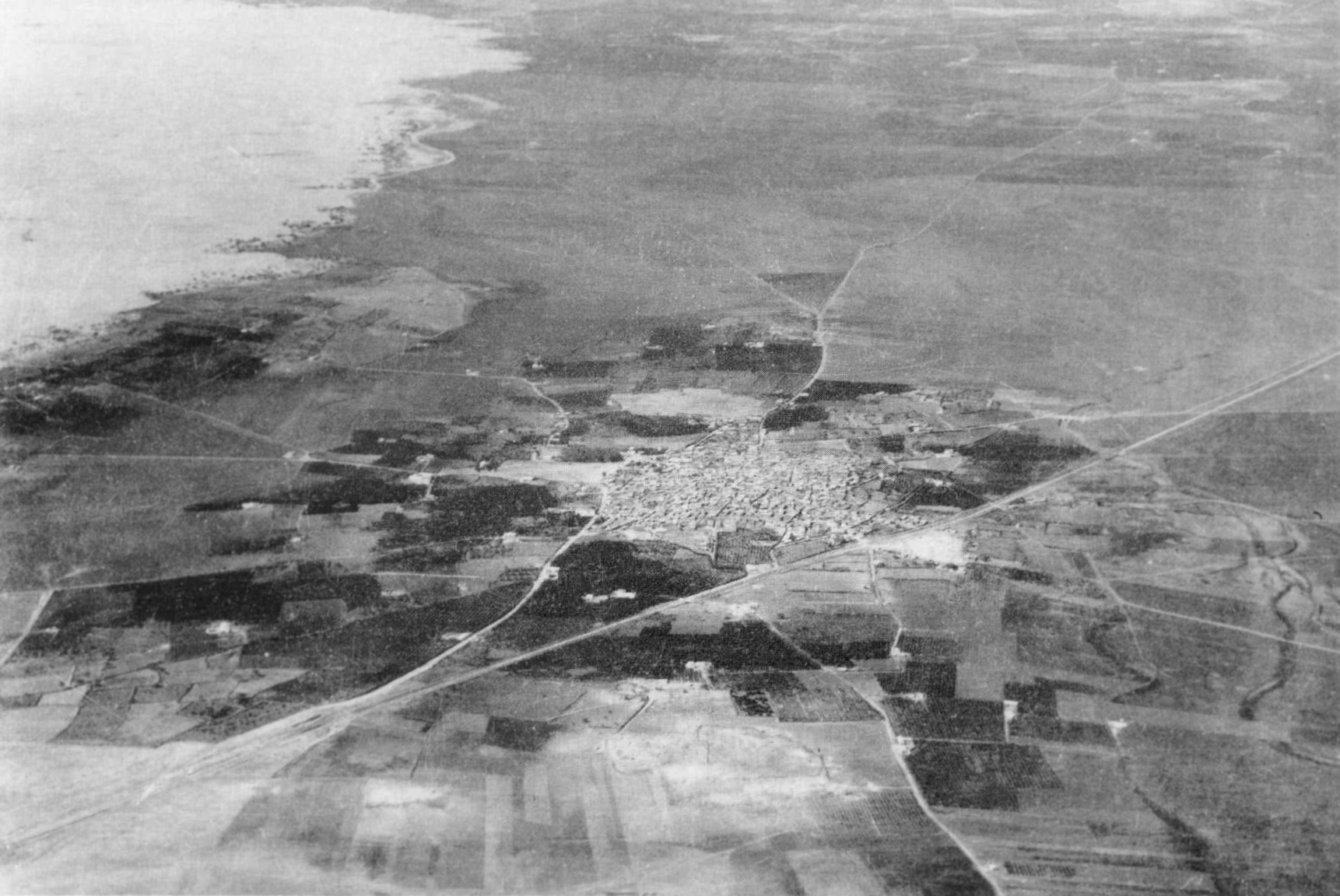
Letecký pohled na Isdud, snímek z roku 1935

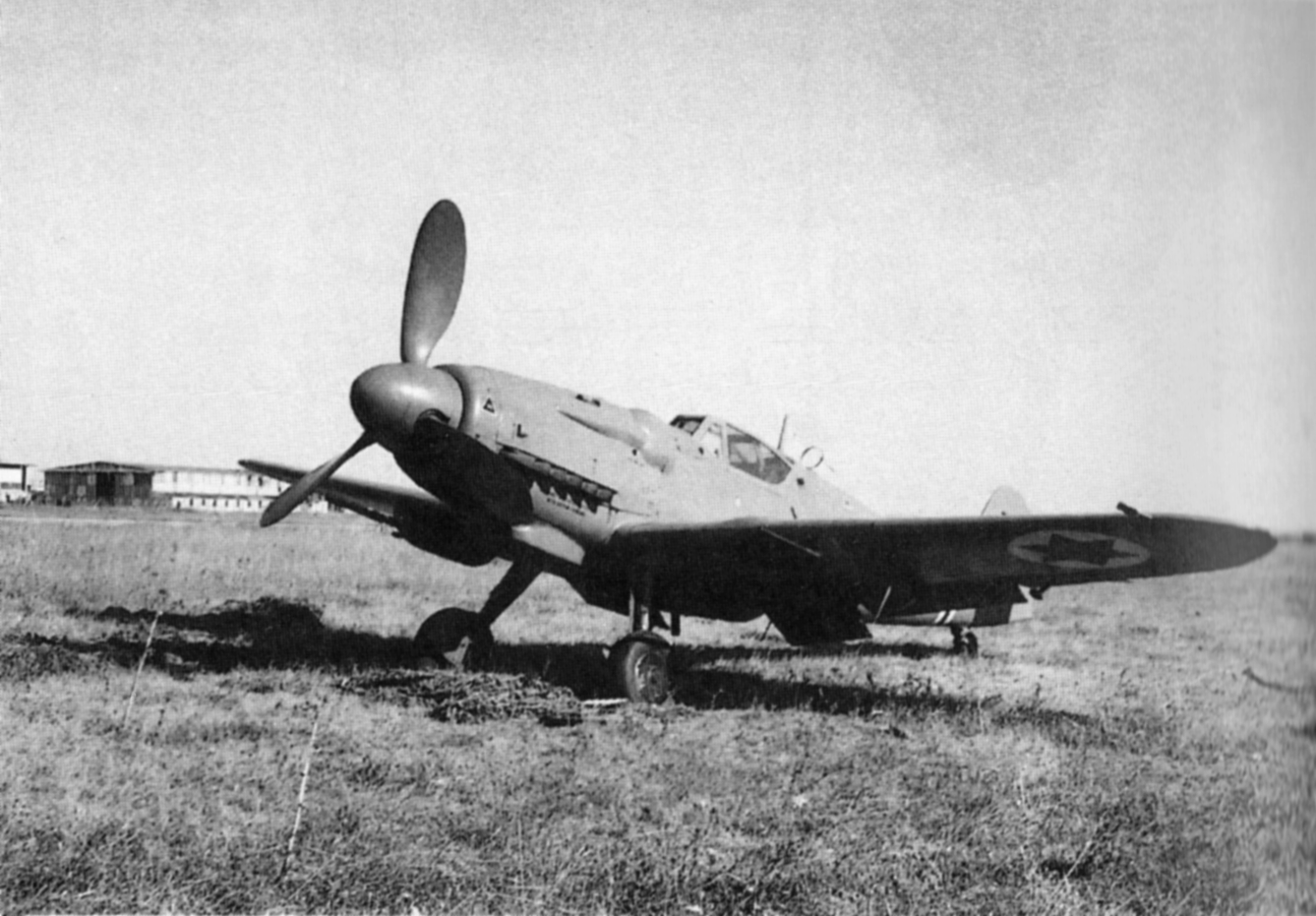
Jedno z prvních letadel Avia S-199 ve výzbroji izraelské armády

Operace Plešet (hebrejsky: מבצע פלשת, Mivca Plešet, doslova Operace Filištínsko) byla vojenská akce provedená během první arabsko-izraelské války na přelomu května a června 1948, těsně po vzniku státu Izrael, izraelskou armádou. Byla cílena proti arabskému regionu okolo města Isdud a proti invazním egyptským silám.
V květnu 1948 čelil nově vzniklý Izrael invazi několika zahraničních armád, včetně egyptské, která se tlačila mimo jiné od jihu od Gazy skrz pobřežní nížinu podél břehu Středozemního moře do centra země. Dobyla židovskou vesnici Jad Mordechaj a postupovala dál. Generální štáb izraelské armády se obával frontálního egyptského útoku na Tel Aviv, popřípadě roztržení židovského státu na několik územně oddělených fragmentů. Brigáda Giv'ati byla proto pověřena provedením akce, která by zničila soustředění egyptských vojsk u Isdudu. Na operaci s ní měla spolupracovat Negevská brigáda. V Isdudu bylo cca 2300 arabských vojáků 2. egyptské brigády, jíž velel Muhammad Nadžíb, pozdější významný egyptský politik, Izraelci měli k dispozici v tomto regionu dva pěchotní prapory a další podpůrný prapor.
Izraelský útok sestával z pozemních i vzdušných operací. Poprvé se jako skutečná vojenská síla představilo Izraelské vojenské letectvo, která poničilo egyptský vojenský konvoj u mostu Gešer ad Halom přes tok Lachiš. Jedno z letadel zde pilotoval pozdější izraelský prezident Ezer Weizman. V rámci Operace Balak byla totiž pár dnů předtím do Izraele doručena první letadla. Šlo o stroje Avia S-199 z Československa. Ačkoliv byl z vojenského hlediska útok u Gešer ad Halom nezdarem, protože selhávaly kulomety i bombové roznětky letounů, z psychologického hlediska měl silný dopad na Egypťany, kteří netušili, že Židé mají letectvo. V noci z 2. na 3. června pak začala vlastní Operace Plešet. Odehrávaly se zde těžké boje s četnými ztrátami na obou stranách. Poprvé zde Egypťané čelili konvenční armádě, nikoliv skupinám lokálních židovských milic jako v Jad Mordechaj a jiných osadách na jihu země. Během Operace Plešet padlo přes 100 Izraelců. Kvůli příliš ambiciózním cílům a špatné koordinaci mezi třemi útočnými formacemi se Izraelcům nepodařilo vojsko protivníka zničit, ale Egypťané zastavili svůj postup na Tel Aviv. Místo toho se soustředili na poziční boje a také na zřízení západovýchodního spojení na linii Madždal a Bajt Džibrin, které umožňovalo výpad směrem k Jeruzalému a zároveň odřízlo na delší dobu část izraelského území v Negevské poušti (viz Operace Mavet la-poleš nebo Operace GJS).